# Stadtkanton Gardelegen

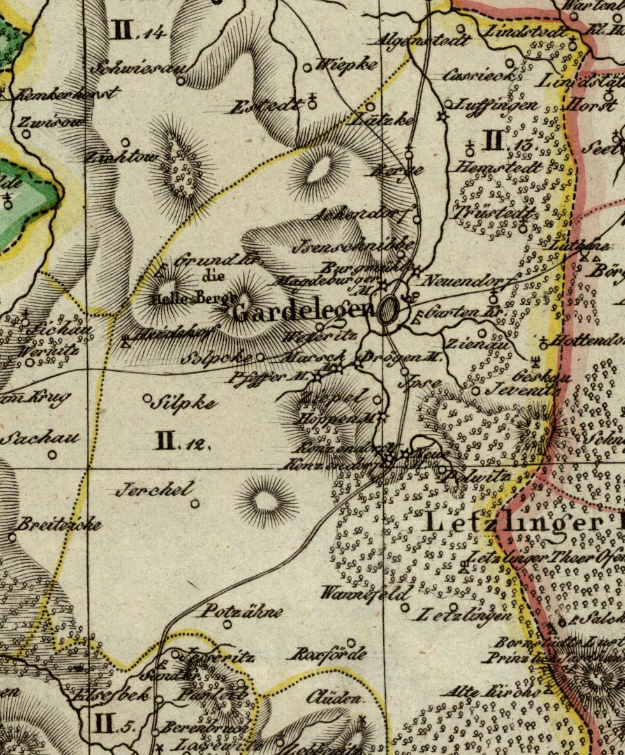
Stadtkanton Gardelegen und Landkanton Gardelegen im Distrikt Neuhaldensleben des Departments der Elbe 1812 (aus Special-Atlas Des Königreichs Westphalen: bestehend aus acht Departements- und einer General-Charte: 7: Charte von dem Departemente der Elbe des Königreichs Westphalen)

Der Stadtkanton Gardelegen (auch nur Kanton Gardelegen, Canton Gardelegen oder Canton Gardelegen municipal) war eine Verwaltungseinheit im Königreich Westphalen. Er bestand von 1807 bis zur Auflösung des Königreichs im Jahre 1813 und gehörte nach der Verwaltungsgliederung von 1807 zunächst zum Distrikt Salzwedel des Departement der Elbe, ab 1. September 1810 zum Distrikt Neuhaldensleben des Departement der Elbe. 

## Geschichte
Im Frieden von Tilsit verlor Preußen neben anderen Gebieten auch die Altmark. Mit dem Dekret vom 18. August 1807 wurde die Altmark Teil des neu geschaffenen Königreichs Westphalen. Noch 1807 wurde eine Verwaltungsreform in der vorher preußischen Altmark vorgenommen. Die Altmark bildete zusammen mit anderen vormals preußischen Landesteilen das neu geschaffene Departement der Elbe, das in vier Distrikte (Magdeburg, Neuhaldensleben, Stendal und Salzwedel) gegliedert war. Nach dem Verzeichniß der Departements, Districte, Cantons und Communen des Königreichs vom Dezember 1807 gliederte sich der Distrikt Salzwedel in 15 Kantone (cantons), darunter der Stadtkanton Gardelegen und der Landkanton Gardelegen. Zum Stadtkanton Gardelegen gehörten (abweichende Originalschreibweisen der Ortsnamen kursiv):
- Gardelegen, Kantonshauptort (chef-lieu), mit Isenschnibbe
- Roxförde mit Potzehne (Potzehn) und Jerchel
- Ziepel mit Weteritz, Pfeffermühle, Marschmühle (Morschmühle), Drögemühle (Drogenmühle) und Hoppenmühle (die Mühlen existieren nicht mehr)
- Solpke (Salpke) mit Grundkrug und Sylpke (Silpke)
- Ackendorf mit Berge und Laatzke (Laatsche)
- Wannefeld (Wannefeldt)
- Letzlingen und Theerhütte (Letzlinger Theerofen)

Die Orte des Stadtkanton Gardelegen gehörten bis 1807 zum Salzwedelschen Kreis der Altmark. 1808 hatte der Stadtkanton Gardelegen 6273 Einwohner. 1810 war Herr Grube Kantonmaire, der Kanton hatte noch 5606 Einwohner. Zum 1. September 1810 wurde der Distrikt Salzwedel (im Departement der Elbe) aufgelöst. Aus acht Kantonen (bzw. neun) wurde ein neuer Distrikt Salzwedel im Departement der Niederelbe gebildet. Der Stadtkanton Gardelegen wurde dem Distrikt Neuhaldensleben im Departement der Elbe zugewiesen. Er hatte 1811 5974 Einwohner.
Mit dem Zerfall des Königreichs Westphalen nach der Völkerschlacht bei Leipzig im Oktober 1813 wurde die vorherige preußische Verwaltungsgliederung wiederhergestellt. Gardelegen wurde in der Verwaltungsreform von 1816/17 Sitz des neu geschaffenen Kreises Gardelegen.